# 奇斯拉戈
奇斯拉戈（義大利語：Cislago），是意大利瓦雷泽省的一个市镇。总面积10平方公里，人口9929人，人口密度992.9人/平方公里（2009年）。国家统计（ISTAT）代码为012050。